# René van Roll
René van Roll (* 11. September 1966 in Pforzheim, bürgerlich René Rudisile) ist ein deutscher Musiker, Musikkabarettist, Komponist und Musikpädagoge.

## Leben
Im Alter von sieben Jahren entdeckte er seine Liebe zur Musik und begann Klavier zu spielen. Mit zehn Jahren erhielt er klassischen Klavierunterricht und bildete sich parallel sowohl autodidaktisch als auch auf Seminaren in Klavierimprovisation fort. Mit 15 trat er erstmals im kirchlichen Kontext auf, später in diversen Blues-Rock-Bands. Neben seinem Hauptinstrument Klavier lernte er weitere Instrumente und genoss eine Ausbildung in Gesangs- und Sprechtechnik.
Bis 1995 arbeitete er als Verwaltungsfachangestellter beim Landratsamt Enzkreis in Pforzheim. Nach zwei Semestern Theologiestudium war er in der Sozialarbeit bei einer Einrichtung für Menschen mit Drogenproblemen tätig. Mit dem Umzug nach Frankfurt am Main im Jahre 1997 nahm seine musikalische Karriere Formen an. Sein Weg führte ihn über das Theater Zauberwort zusammen mit Fabian Vogt und das Duo Liederlich zusammen mit Sabine Koch und die Mitwirkung bei Ensembles der Mainzer Kammerspiele, des Kellertheaters Frankfurt am Main und der Showbühne Mainz zu einem eigenen Solobühnenprogramm unter dem Künstlernamen René van Roll.
Seit 1998 unterrichtet er in einem Kinder- und Jugendhilfezentrum Klavier, Gitarre, Bass, Saxophon, Schlagzeug und Gesang. Hier führt er musikbegeisterte junge Menschen auch ohne Noten an die Musik heran und hat zu diesem Zweck eine eigene Unterrichtsmethode entwickelt.
Da der Künstler auf Grund einer angeborenen Querschnittlähmung auf einen Rollstuhl angewiesen ist, greift er in seinen Solobühnenprogrammen auch das Thema Behinderung auf. Sein erster Auftritt als Musikkabarettist René van Roll fand im April 2008 mit dem Bühnenprogramm Der will nur spielen – Musikkabarett von Menschen und anderen Behinderungen statt. Im Februar 2012 feierte sein zweites Bühnenprogramm Ich, meine WG und die CIA – Musikkabarett vom unbetreuten Wohnen Premiere. Im April 2015 folgt die Premiere des dritten Bühnenprogramms Machen Sie sich frei! Mal was Lustiges – Mit Musik.

## Programme und Projekte
- 1999: Rotation (mit Duo Liederlich)
- 2002: Macbeth (mit Ensemble, Kellertheater Frankfurt am Main)
- 2002: Rote Seide (mit Theater Zauberwort)
- 2003: Die Frage des Dichters (mit Theater Zauberwort)
- 2004: Ich, Bonifatius (mit Theater Zauberwort)
- 2004: Du freches lüderliches Weib (mit Duo Liederlich)
- 2005: Glücksgefühle (mit Theater Zauberwort)
- 2006: Ohio – wieso (mit Ensemble, Mainzer Kammerspiele)
- 2006: Lamettalieder (mit Theater Zauberwort)
- 2006: Der Teufel und die Heilige (mit Theater Zauberwort)
- 2007: Starker Tobak (mit Duo Liederlich)
- 2008: Ab 40 singt man Kreisler (mit Duo Liederlich)
- 2008: Der will nur spielen. Musikkabarett von Menschen und anderen Behinderungen (Solobühnenprogramm)
- 2010: Germany Douze Points (mit Duo Liederlich)
- 2012: Ich, meine WG und die CIA. Musikkabarett vom unbetreuten Wohnen (Solobühnenprogramm)
- 2013: Männerhort (mit Ensemble, Theater Lempenfieber)
- 2014: Die ultimative Kochshow (mit Ensemble, Theater Lempenfieber)
- 2015: Machen Sie sich frei! (Solobühnenprogramm)

## Diskografie
- 2008: Der will nur spielen. Musikkabarett von Menschen und anderen Behinderungen
- 2012: Ich, meine WG und die CIA. Musikkabarett vom unbetreuten Wohnen